# Impermeable
"Impermeable" é uma canção da dupla americana de música pop Ha*Ash. Foi lançado pela Sony Music Latin em 21 de março de 2011 como single. É o primeiro single do seu álbum de estúdio A Tiempo (2011).

## Composição e desempenho comercial
"Impermeable " foi escrito por Áureo Baqueiro e Daniela Blau, enquanto Áureo Baqueiro produziu a música. A canção atingiu a primeira posição da mais ouvida nas rádios do México. Em 2012, o tema recebeu o disco de ouro em México.

## Vídeo musical
O vídeo musical de " Impermeable " foi lançado em 4 de  maio de 2011 na plataforma YouTube no canal oficial de Ha*Ash. Foi dirigido por Pablo Croce e foi filmado no Hotel W na Cidade do México. O vídeo ao vivo de "Todo no fue suficiente" foi gravado para o álbum A Tiempo (DVD) foi lançado em 1 de agosto de 2011 na plataforma YouTube no canal oficial de Ha*Ash. O vídeo mostra as irmãs tocando a música ao vivo. Em 2012, uma versão ao vivo foi regravada, desta vez em concerto e integrada na edição especial do álbum.

## Desempenho nas tabelas musicais

### Posições
| Tabela musical (2011)             | Maior posição |
| --------------------------------- | ------------- |
| México - (Mexico Espanol Airplay) | 1             |
| México - (Mexico Airplay)         | 6             |
| México - (Monitor Latino)         | 1             |
| México - (Monitor Latino Top 20)  | 16            |

## Vendas e certificações
| Região | Certificação | Vendas/distribuição |
| --- | ------------ | ------------------- |
| México (AMPROFON) | Ouro         | 30,000 ^            |
| *vendas baseadas apenas na certificação ^distribuições baseadas apenas na certificação ‡dados de streaming baseados somente em certificação |              |                     |

## Prêmios
| Ano  | Cerimônia                 | Nomeação          | Resultado |
| ---- | ------------------------- | ----------------- | --------- |
| 2012 | Irresistible Awards Fanta | Song Irresistible | Indicado  |

## Histórico de lançamento
| Região       | Data                | Formato          | Gravadora        | Ref.        |
| ------------ | ------------------- | ---------------- | ---------------- | ----------- |
| Mundialmente | 21 de março de 2011 | Digital download | Sony Music Latin | [ 1 ] [ 2 ] |